# De Schaduw van het Kruis
De Schaduw van het Kruis (voluit: De Schaduw van het Kruis: Jan Leyers in het spoor van Godfried van Bouillon) is een Vlaamse documentaireserie gemaakt in opdracht voor de VRT en Canvas. De serie werd geregisseerd en geschreven door Johannes Bucher en Jan Leyers.
De documentaire werd gemaakt in het voorjaar van 2001 en uitgezonden op Canvas in 2002 en won de Prijs van de TV-kritiek. De serie werd in 2004 evenals in 2009 en 2010 (zondag; 22:10 op Canvas) opnieuw uitgezonden.
Het verhaal volgt presentator Jan Leyers, die per motor de route aflegt die Godfried van Bouillon ook gevolgd zou hebben tijdens de kruistocht naar Jeruzalem in 1096. Onderweg stopt Leyers diverse keren om wat meer over de culturen en geschiedenis van de streek te leren.
In 11 afleveringen wordt de route met haar verhalen weergegeven:
- De Wil van God (11 januari 2002)
- De wet van de Sterkste (18 januari 2002)
- Door het Hart van Europa (25 januari 2002)
- Het Eeuwige Slagveld (1 februari 2002)
- Land van Raadsels (8 februari 2002)
- Tussen Kerk en Moskee (15 februari 2002)
- Een Kwestie van Overleven (22 februari 2002)
- Verborgen Schatten (1 maart 2002)
- Wachten op een Wonder (8 maart 2002)
- Op Heilige Grond (15 maart 2002)
- De Strijd om Jeruzalem (22 maart 2002)